# Ганеич Яр
Ганеич Яр — овраг в России, расположен в Оренбургской области. Устье водотока находится в 170 км по левому берегу реки Бузулук. Длина составляет 13 км, площадь водосборного бассейна — 49,3 км².
Имеет два притока длиной менее 1 км, а также два водотока, верхний из оврага Каменная Шишка и нижний из балки Ахметьева, впадающих справа.

## Данные водного реестра
По данным государственного водного реестра России относится к Нижневолжскому бассейновому округу, водохозяйственный участок реки — Самара от Сорочинского гидроузла до водомерного поста у села Елшанка. Речной бассейн реки — Волга от верховий Куйбышевского вдхр. до впадения в Каспий.
Код объекта в государственном водном реестре — 11010001012112100007256.